# Neurofysiologie
De neurofysiologie of zenuwfysiologie is de neurowetenschap die de werking en functies van het zenuwstelsel bestudeert. Neurofysiologisch onderzoek wordt gedaan met behulp van een breed scala aan wetenschappelijke technieken, waaronder patch-clamp, elektrofysiologische opnames, registratie van lokale veldpotentialen, optogenetica, maar ook bepaalde methoden uit de moleculaire biologie en biofysica.
Neurofysiologie is een interdisciplinaire wetenschap waarbij veel deelgebieden van de biologie zijn betrokken (zoals endocrinologie en neuroanatomie) en gedragswetenschappen (neuropsychologie en psychiatrie) in het bijzonder.

## Algemeen

### Neuronen
Het zenuwstelsel bestaat uit twee soorten neuronen: neuronen die beweging mogelijk maken en neuronen die informatie verzamelen. Deze twee werken nauw samen. Het ene neuron geeft bijvoorbeeld het signaal pijn door aan een ander neuron, dat dit weer doorgeeft aan het centraal zenuwstelsel, dat dan via neuronen een signaal geeft aan de spieren, zodat deze samentrekken met als gevolg een snel terugtrekken van de hand die immers de pijnbron vertegenwoordigt. 
Het doorgeven van deze informatie gaat via lange celuitlopers, axonen genoemd. Een zenuw bestaat uit bundels axonen. Neuronen zijn verspreid over een groot deel van een lichaam, maar concentreren zich in hersenen en ruggenmerg. Er zijn neuronen die zelfstandig waarnemen en verwerken, naast veel neuronen die informatie vervoeren.
Ook regelen neuronen soms processen aan de hand van informatie die ze van andere neuronen ontvangen.

### Signaaloverdracht
De actieve signalen die vervoerd worden (in langsrichting) per zenuwbaan/neuronen/axonen zijn van aard geen signalen bestaande uit dynamische elektrische signalen, maar bestaan uit gevolgen van signaaloverdracht door middel van statische elektriciteit. Signaaloverdracht is mogelijk doordat alle kleinste deeltjes binnen een zenuwbaan (zonder signaalaanbod) in de lengterichting totaal in elektrostatisch evenwicht zijn, waardoor tussen begin en eind in rust geen signaal wordt afgegeven. Signaal dat aan het begin van een keten wordt aangeboden, verstoort het statisch evenwicht van deze keten, waardoor aan het eind van de keten het aangeboden signaal kan worden afgenomen.
Inwendig in de keten is signaaloverdracht mogelijk doordat in de keten tussen de kleinste deeltjes een elektrostatisch evenwicht heerst dat alleen voor korte tijd te verstoren is door signaalaanbod. De myeline vormt een degelijke isolatie voor de inwendige processen binnen de zenuwbaan, waardoor signaaltransport onbeschadigd wordt vervoerd. Beschadiging van de myeline beschadigt de kwaliteit van de signaaloverdracht, doordat het statisch elektrisch evenwicht op de plaats van de beschadiging is verstoord. Alle kleine deeltjes welke voor signaaloverdracht zorgen, hebben hun eigen massa en hun eigen resonantiefrequentie. Hierbij is het trillingsgetal van de kleinste deeltjes in langsrichting lager door de grotere omlooptijd en hoger in de dwarsdoorsnede door de kortere omlooptijd. Bij volwassenen wordt bij een diameter van een axon van 50 µm een resonantiefrequentie van plusminus 220 kHz verondersteld.
Door het uitwendig aanbrengen van een sinusvormig signaal rond de resonantiefrequentie op de signaalvervoerende zenuwbaan, kan het elektrostatisch evenwicht tijdelijk verstoord worden, waardoor normale signaaloverdracht tot vele weken belangrijk verminderd kan worden. Hiermede kan pijnbestrijding worden verwezenlijkt.
De axonen worden beschermd door de myeline, en iedere mechanische beweging van het axon wordt gedempt door de myeline. Maar de massa van axonen verschilt van die van myeline. Hierdoor kan het aanleggen van een (elektrodynamische) spanning rond de resonantiefrequentie een mechanische beweging in gang zetten, waardoor depolarisatie in de signaalvervoerende zenuwbaan ontstaat.